# Mono no Aware (álbum)
Mono no Aware es el título del primer álbum de estudio en solitario del compositor español Jesús Díez, lanzado en diciembre de 2016.
El estilo del disco bebe del metal sinfónico a la vez que incluye instrumentos tradicionales japoneses, como el koto y el shamisen. Temáticamente aborda leyendas del folclore japonés, así como temas filosóficos, como el concepto de mono no aware, y emocionales. Además de los temas de composición propia, el álbum incluye versiones de piezas tradicionales como Sakura. La portada es un trabajo de Jairo Valverde.
El 17 de diciembre se presentó oficialmente el videoclip de Mono no Aware, el tema de piano y voz que da nombre al disco, rodado en las calles de Kyoto y el Teatro Circo de Albacete.

## Lista de canciones
| Pista | Título                 | Duración | Compositor                         | Notas                                                                         |  |
| ----- | ---------------------- | -------- | ---------------------------------- | ----------------------------------------------------------------------------- |  |
| 1     | Sadako's Wings of Hope | 15:27    | J. Díez                            | Canción en homenaje a Sadako Sasaki y la leyenda de las mil grullas de papel. |  |
| 2     | Sakura                 | 1:46     | Tradicional; Adaptación de J. Díez |                                                                               |  |
| 3     | Farewell to the Moon   | 3:45     | J. Díez                            | Canción sobre Amaterasu.                                                      |  |
| 4     | Underneath the Stars   | 4:06     | J. Díez                            |                                                                               |  |
| 5     | Kokiriko               | 3:02     | Tradicional; Adaptación de J. Díez |                                                                               |  |
| 6     | Mono no Aware          | 0:57     | J. Díez                            | Balada de piano y voz acerca del concepto de Mono no Aware.                   |  |
| 7     | Choose Your Adventure  | 4:14     | J. Díez                            |                                                                               |  |
| 8     | Tanabata               | 0:51     | Tradicional; Adaptación de J. Díez |                                                                               |  |
| 9     | Wistful Weaver         | 4:03     | J. Díez                            | Trata la leyenda de Orihime y Hikoboshi.                                      |  |
| 10    | Upon The Ocean's Calm  | 2:57     | J. Díez                            |                                                                               |  |

## Videoclips
- Mono no Aware.

## Créditos

### Miembros
- Jesús Díez - Composición, letras, guitarras, arreglos orquestales y producción.

### Músicos invitados
- Ster Raventós: Voz femenina, coros.
- Fernando Asensi: Voz masculina, coros, batería, mezcla.
- Ayako Hotta-Lister: Koto.
- Hibiki Ichikawa: Shamisen.
- Bárbara Mongil: Clarinete.
- Aaron Van Allen: Bajo.